# 世界新聞協会
世界新聞・ニュース出版社協会（せかいしんぶん・ニュースしゅっぱんしゃきょうかい、WAN-IFRA）は、100カ国で76の各国新聞協会、12の通信社、10の地域プレス組織、および多くの新聞社幹部個人で構成される国際的非営利、非政府組織である。1948年に設立され、2011年現在、世界で18,000以上の出版物を代表している。
WAN-IFRAの目的は、報道の自由を擁護し促進すること、新聞出版の発展を支援すること、世界的な協力を促進することであり、ユネスコ、国連、欧州評議会の相談役を務めている。
WANによると、2007年から2011年にかけて、世界の新聞広告は41％減少し、760億ドルとなった。

## 沿革
のちにWAN-IFRAとなった最も初期の組織は、国際新聞連盟（仏: Federation Internationale des Editeurs de Journaux et Publications、FIEJ）で、世界中の自由な報道の存続のために戦うために、フランスとオランダの秘密報道の生き残りによって1948年に設立された新聞編集者の国際組織であった。
IFRAの起源は、ヨーロッパの出版社が新聞にカラー版を導入し始めた1961年に設立された国際新聞カラー協会（INCA）にある。1970年には、急速に発展する出版業界の技術面を扱うため、IFRA（INCA FIEJ研究協会）となった。
2007年には、MINDS（Media Information Network、当初はMobile Information and News Data Services for 3G）という非営利団体を設立し、報道機関や通信社向けの年次会議を主催している。
2009年7月、世界新聞協会（WAN）は、ニュース出版業界の調査・サービス機関であるIFRAと合併し、世界新聞・ニュース出版社協会（WAN-IFRA）となった。両組織はいくつかの類似した製品やサービスを構築し、会員の重複も増えていたために、5年以上前から合併について話し合いを続けていた。この2つの組織は、定期刊行物部門で1世紀以上の関係を持っていた。
新聞については1日に全世界で16億人の読者を代表、1900億米ドルを売り上げている。新聞業界は世界第二位のシェアを持つ（29.8%）広告媒体であり，それはラジオ、アウトドア、映画、雑誌そしてインターネット業界の予算総計を越える。これに雑誌を組み合わせた場合、印刷業界は世界42%のシェアを持つ世界最大の広告媒体である。

## アイデンティティと使命
WAN-IFRAは、人権を任務とする業界団体である。その第一の目的は、報道の自由と新聞の経済的独立性の擁護と促進である。また、新たな戦略、ビジネスモデル、業務改善のための業界シンクタンクでもある。
WAN-IFRAの主な活動は以下の通りである。
- 全世界における報道の自由、及びこれに不可欠な新聞業界の経済的自立の保護、促進。
- 異なる地域、文化同士の新聞委員会との接触、コミュニケーションの促進、それによる世界での新聞発行の支援
- 国家、地域の枠を越え、協会内での協力を推進

上記の目標の下、WAN-IFRAは、
- メディアの問題についての国際的議論の中での、新聞業界の代理し、報道の自由及び報道の専門的、営業上の利益の保護
- より良く有益な新聞の発行のため、情報、構想の世界的な交換の促進
- 新聞の発行や広告におけるあらゆる情報統制への反対
- 報道弾圧、及びそれへの侵害に対する反対運動
- 研修やその他の協力プロジェクトを通じた、途上国の新聞発行の支援
- 犠牲になった新聞発行者やジャーナリストに対する法的、物質的、人道的支援

等を行う。
WAN-IFRAはIFEX（International Freedom of Expression Exchange：表現の自由の交換に関する国際的ネットワーク）のメンバーである。IFEXは世界における表現の自由の監視、ジャーナリストや作家、ネットユーザーや、表現の自由について迫害を受けている者の保護を行う、非政府組織による世界的ネットワークである。また、IFEXTunisia Monitoring Group（チュニジアにおける表現の自由の監視組合）のメンバーでもある。これはチュニジアにおける人権改善を求める16の表現の自由回復協会からなるネットワークである。
WAN-IFRAはブリュッセルに本拠を置く地域協会、ENPA（European Newspaper Publishers Association：欧州新聞出版社協会）と多くの分野で密接に関わっている。
2009年6月19日、当時のWAN会長Gavin O'Reillyが、米ハフィントン・ポストのブロガーFaisal J. Abbas との対談で、本協会が世界70ヵ国3000名のメンバーを抱えるドイツの出版団体、IFRAとの合併に合意したことを明らかにし、2009年7月、WAN（World Newspaper Association）とIFRAが合併して世界新聞・ニュース出版社協会（WAN-IFRA）となった。

## 活動
- メディアの動向、技術革新、新たなるビジネスモデル、多重チャンネルの配布、及びそれに対するメディアの収束の影響等についての分析。
- 研修旅行、セミナー、そして出版等を通じた、新聞需要増加のための新聞会社の援助、広告、その他歳入の持続及び増加
- 新聞編集のビジネスについてのニュースの古参幹部とのアイデア、情報の交換の機会
- NIE活動の世界的普及の進展及び設立を通じ、新聞購読の文化の奨励のための国際協会の組織

WAN-IFRAはユネスコ、国連、欧州評議会傘下の新聞業界の代理協会としての正式な資格を有している。

## 本部
WAN-IFRAはドイツのフランクフルトとフランスのパリに本部を置き、シンガポール、インド、メキシコに支部を持つ。

## 協会役員
2011年現在のCEOはChristoph Riess。協会会長はアイルランド系独立ニュースメディアPLC（公開有限会社）の最高執行責任者役員Gavin O'Reillyである。会計はオランダのテレグラフメディアグループの最高財務責任者役員Fred Arp。
2013年から2017年までは、トーマス・ブルネガルド、2017年から2019年までは、Michael Goldenが会長を務めた。2019年6月に、スペインのFernando de Yarza López-Madrazoが会長に選出された。

## 世界編集者フォーラム
世界編集者フォーラム（WEF）は、世界新聞・ニュース発行者協会内の編集者のための組織である。

## 賞状
WAN-IFRAは、世界のジャーナリストやメディア機関のうち、報道の自由の擁護と促進に顕著な貢献をした者に対し授与される、"Golden Pen of Freedom Award（自由の金のペン賞）"を運営している。

## 犠牲となったジャーナリストの集計
1998年以来、WAN-IFRAは殺害された世界のメディア関係者の年間集計を作成している。最悪の年は2006年度で、この年は110名ものメディア関係者が職務中に殺害された。

## 補足
- 2001年9月6日、WAN-IFRAはIPI（国際新聞編集者協会）とともに、韓国をロシア、ベネズエラ、スリランカ、ジンバブエ等と並び、「言論弾圧監視対象国」に指定した[20]。 また2005年6月1日には当時会長代行のGavin O'Reillyが、韓国国会で通過した言論関連法について盧武鉉大統領（当時）を非難した[21]。
- また2008年4月3日には、中国における多くのジャーナリストの拘禁に対する抗議広告を行い、2008年の北京オリンピックの主催に際し中国が「すべての側面にてオープンになり、国際基準に従う。」と表した表明が全く守られていないと指摘した[22]。

## 参照
- トーマス・ブルネガルド（英語版、スウェーデン語版）、世界新聞・ニュース出版社協会 (WAN-IFRA) 会長（2013 - 2017年）